# Psaliodes euplaneta
Psaliodes euplaneta là một loài bướm đêm trong họ Geometridae.